# Spiczyn (gmina)
Spiczyn (hist. gmina Zawieprzyce) – gmina wiejska w Polsce położona w województwie lubelskim, w powiecie łęczyńskim. W latach 1975–1998 gmina administracyjnie należała do województwa lubelskiego. Stanowi część aglomeracji lubelskiej  zgodnie z koncepcją P. Swianiewicza i U. Klimskiej.
Siedziba gminy to Spiczyn.
Według danych z 30 czerwca 2004 gminę zamieszkiwały 5422 osoby. Natomiast według danych z 31 grudnia 2017 roku gminę zamieszkiwało 5698 osób.

## Struktura powierzchni
Według danych z roku 2002 gmina Spiczyn ma obszar 83,1 km², w tym:
- użytki rolne: 70%
- użytki leśne: 22%

Gmina stanowi 13,11% powierzchni powiatu.

## Demografia

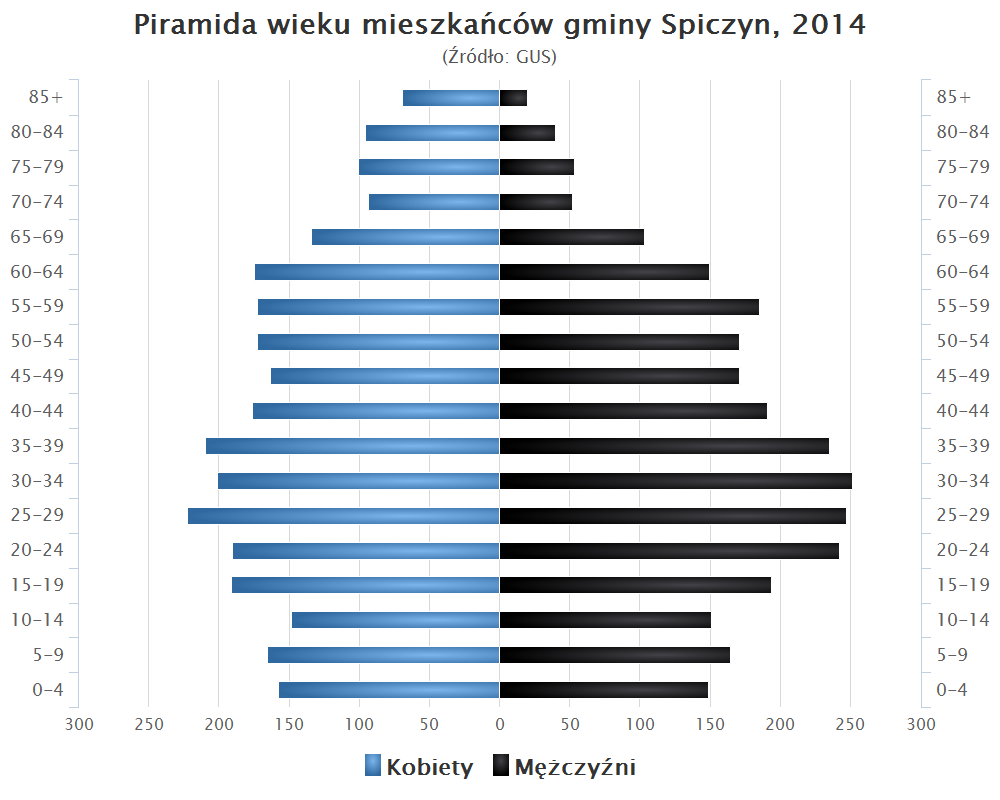
Piramida wieku mieszkańców gminy Spiczyn w 2014 roku

Dane z 30 czerwca 2004:
| Opis                              | Ogółem | Ogółem | Kobiety | Kobiety | Mężczyźni | Mężczyźni |
| --------------------------------- | ------ | ------ | ------- | ------- | --------- | --------- |
| jednostka                         | osób   | %      | osób    | %       | osób      | %         |
| populacja                         | 5422   | 100    | 2735    | 50,4    | 2687      | 49,6      |
| gęstość zaludnienia (mieszk./km²) | 65,2   | 65,2   | 32,9    | 32,9    | 32,3      | 32,3      |

## Sołectwa
Charlęż, Januszówka, Jawidz, Kijany, Ludwików, Nowa Wólka, Nowy Radzic, Spiczyn, Stawek, Stoczek, Zawieprzyce, Zawieprzyce-Kolonia, Ziółków.

## Sąsiednie gminy
Lubartów, Ludwin, Łęczna, Niemce, Ostrów Lubelski, Serniki, Wólka